# Kamisama kazoku
Pour les articles homonymes, voir Oh My God.
Kamisama kazoku (神様家族, lit. famille de Dieu) est une série de light novels écrite par Yoshikazu Kuwashima, publiée depuis 2003 par Media Factory. Une adaptation en manga par TaPari est publiée entre 2005 et 2008, et compilée en un total de cinq tomes ; la version française a été publiée par Taifu Comics sous le titre Oh My God!. Une adaptation en anime de treize épisodes de 24 minutes chacun produite par le studio Toei Animation est diffusée en 2006.

## Synopsis
Samatarou Kamiyama est le fils d'un dieu et doit vivre dans le monde des humains avec sa famille, afin de devenir lui-même un dieu lorsqu'il devra succéder à son père. Sa plus proche amie est Tenko, l'ange gardien qui lui a été attribué depuis sa naissance. Un jour, il tombe sur Kumiko Komori, une fille qui vient juste d'être transférée dans leur école, et décide de gagner son cœur sans compter sur les pouvoirs de ses parents, oubliant le fait que Tenko a, elle-même le béguin pour lui.

## Personnages
- Samatarou Kamiyama (神山 佐間太郎, Kamiyama Samatarō?)
- Tenko Kamiyama (神山 テンコ, Tenko Kamiyama?)
- Kumiko Komori (小森 久美子, Komori Kumiko?)
- Osamu Kamiyama (神山 治, Kamiyama Osamu?)
- Venus Kamiyama (神山 ビーナス, Kamiyama Bīnasu?)
- Misa Kamiyama (神山美佐, Kamiyama Misa?)
- Meme Kamiyama (神山メメ, Kamiyama Meme?)
- Shinichi Kurishima (霧島進一, Kurishima Shin'ichi?)
- Fumiko Komori (小森フミコ, Komori Fumiko?)
- Suguru (スグル, Suguru?)

## Anime

### Fiche technique
- Titre original : Kamisama kazoku
- Réalisation : Kimitoshi Chioka
- Pays d'origine :  Japon
- Langue : japonais

### Épisodes
| No | Titre français                                      | Titre japonais                   | Titre japonais                                                                                     | Date de 1re diffusion |
| No | Titre français                                      | Kanji                            | Rōmaji                                                                                             | Date de 1re diffusion |
| -- | --------------------------------------------------- | -------------------------------- | -------------------------------------------------------------------------------------------------- | --------------------- |
| 1  | Crois-tu en Dieu ?                                  | 神様 信じますか？                | Kamisama Shinjimasuka? (Crois-tu en Dieu ?)                                                        | 18 mai 2006           |
| 2  | La violence de Samatarou, première bataille d’amour | 佐間太郎 初恋モーレツ大作戦！    | Samatarō Hatsukoi Mōretsu Daisakusen! (La violence de Samatarou, première bataille d’amour)        | 25 mai 2006           |
| 3  | la roulette des sentiments                          | 揺れる心のルーレット             | Yureru Kokoro no Rūretto (la roulette des sentiments)                                              | 1er juin 2006         |
| 4  | Les larmes de Tenko - Sur ces ailes scintillantes…  | 天使（テンコ）の涙 輝く翼の先に… | Tenko no Namida - Kagayaku Tsubasa no Saki ni (Les larmes de Tenko - Sur ces ailes scintillantes…) | 8 juin 2006           |
| 5  | La saison de l’amour ?! Intéressé par lui ?         | 恋の季節？！気になるアイツ？     | Koi no Kisetsu?! Ki ni naru Aitsu? (La saison de l’amour ?! Intéressé par lui ?)                   | 15 juin 2006          |
| 6  | Le bébé de Tenko                                    | テンコの赤ちゃん                 | Tenko no Akachan (Le bébé de Tenko)                                                                | 22 juin 2006          |
| 7  |                                                     | 発育少女                         | Hatsuiku Shōjo                                                                                     | 29 juin 2006          |
| 8  | Ami important                                       | たいせつなおともだち             | Taisetsu na Otomodachi (Ami important)                                                             | 6 juillet 2006        |
| 9  | Premier amour une fois de plus…                     | 初恋 再び…                       | Hatsukoi Matatabi… (Premier amour une fois de plus…)                                               | 13 juillet 2006       |
| 10 | Le rose sauve un cœur en larmes                     | 涙のハートで桃色貯金？！         | Namida no Hāto de Momoiro Chokin?! (Le rose sauve un cœur en larmes)                               | 20 juillet 2006       |
| 11 | La fille de minuit                                  | 真夜中の少女                     | Mayonaka no Shōjo (La fille de minuit)                                                             | 27 juillet 2006       |
| 12 | Kiss                                                | キス                             | Kisu (Kiss)                                                                                        | 3 août 2006           |
| 13 | Les liens qui unissent les prières des anges        | 天使の祈り つながる 絆           | Tenshi no Inori Tsunagaru Kizuna (Les liens qui unissent les prières des anges)                    | 10 août 2006          |

### Musique
Début
- Brand New Morning par Mai Mizuhashi

Fin
- Toshokan de wa Oshiete Kurenai, Tenshi no Himitsu (図書館では教えてくれない、天使の秘密?) par Miraku (Mai Mizuhashi, Mayu Kudō et Fumika Iwaki)

### Distribution
- Ami Koshimizu : Tenko
- Daisuke Kishio : Samatarou Kamiyama
- Ai Maeda : Kumiko Komori
- Masashi Ebara : Osamu Kamiyama
- Nanaho Katsuragi : Venus Kamiyama
- Yumi Tōma : Misa Kamiyama
- Akemi Kanda : Meme Kamiyama
- Ryō Hirohashi : Lulu
- Tomoko Kaneda : Lulu (enfant)
- Hiroaki Miura : Shinichi Kirishima
- Mamiko Noto : Ai Tachibana
- Mariko Kouda : Fumiko
- Yasuhiro Takato : Suguru